# كنيسة ستانفورد التذكارية
Coordinates: 37°25′36″N 122°10′14″W / 37.4268°N 122.1705°W

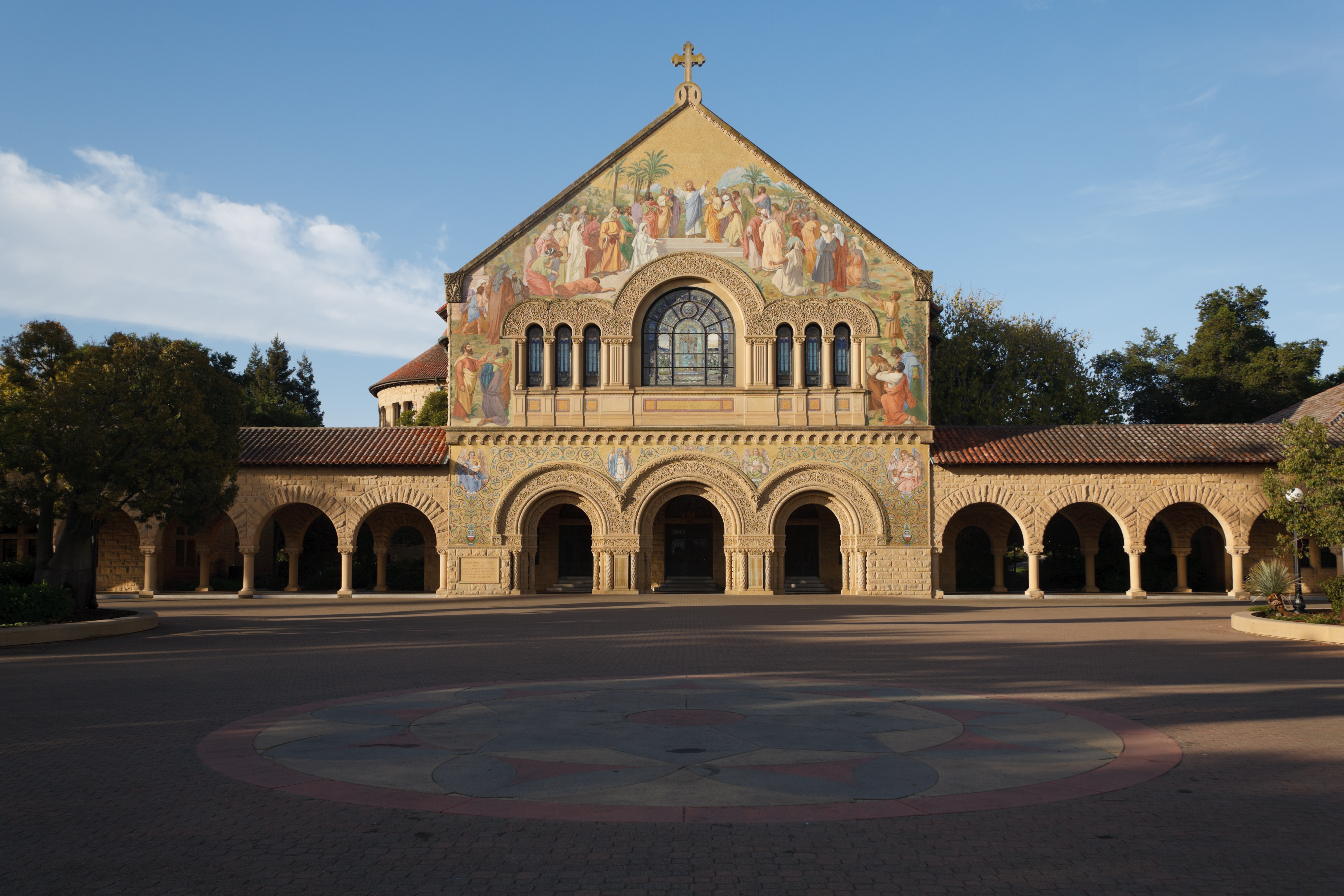
الواجهة الشمالية لكنيسة ستانفورد.

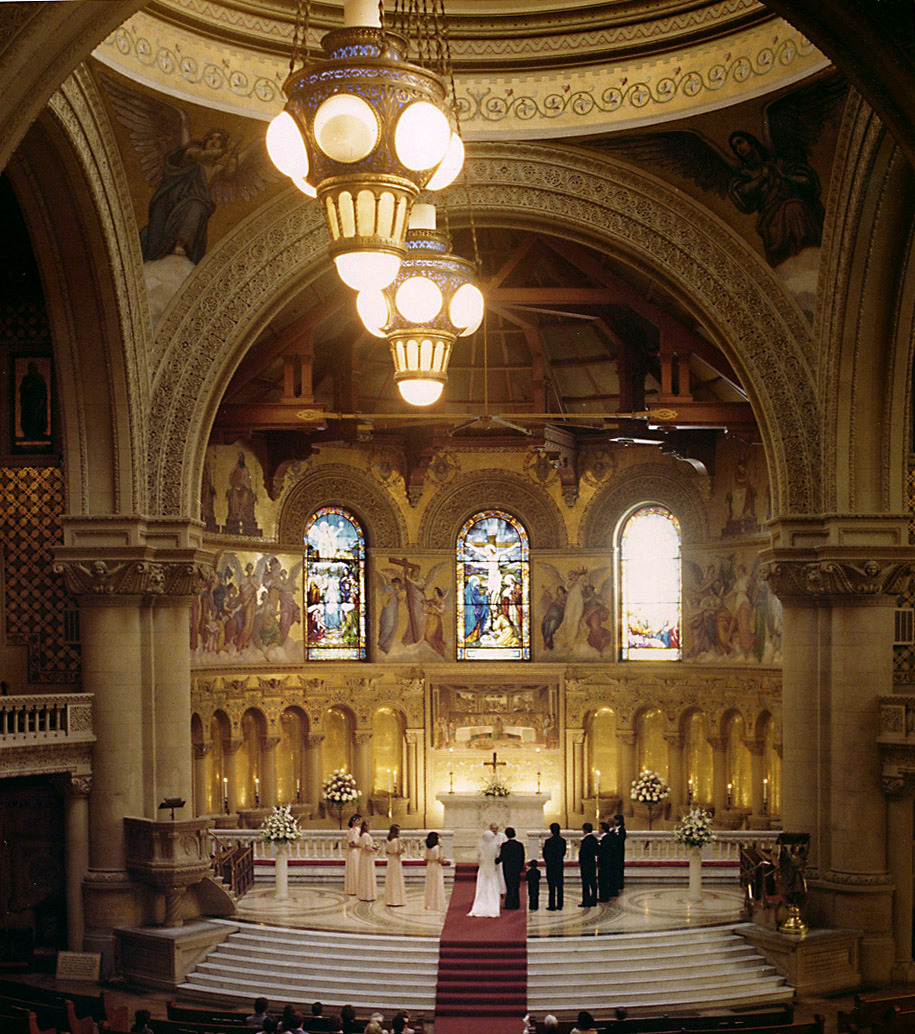
مراسم زفاف داخل الكنيسة

كنيسة ستانفورد التذكارية (بالإنجليزية: Stanford Memorial Church) كنيسة تقع في المربع الرئيس في مركز جامعة ستانفورد ، كاليفورنيا، الولايات المتحدة، وقد بنيت الكنيسة في عصر النهضة الأمريكية من قبل جين ستانفورد كنصب تذكاري لزوجها ليلاند، وصممها المهندس المعماري تشارلز أكوليدج، بإشراف من هنري هوبسون ريتشاردسون، في السابق كانت الكنيسة تسمى «جوهرة تاج الجامعة المعماري».

### التاريخ القديم

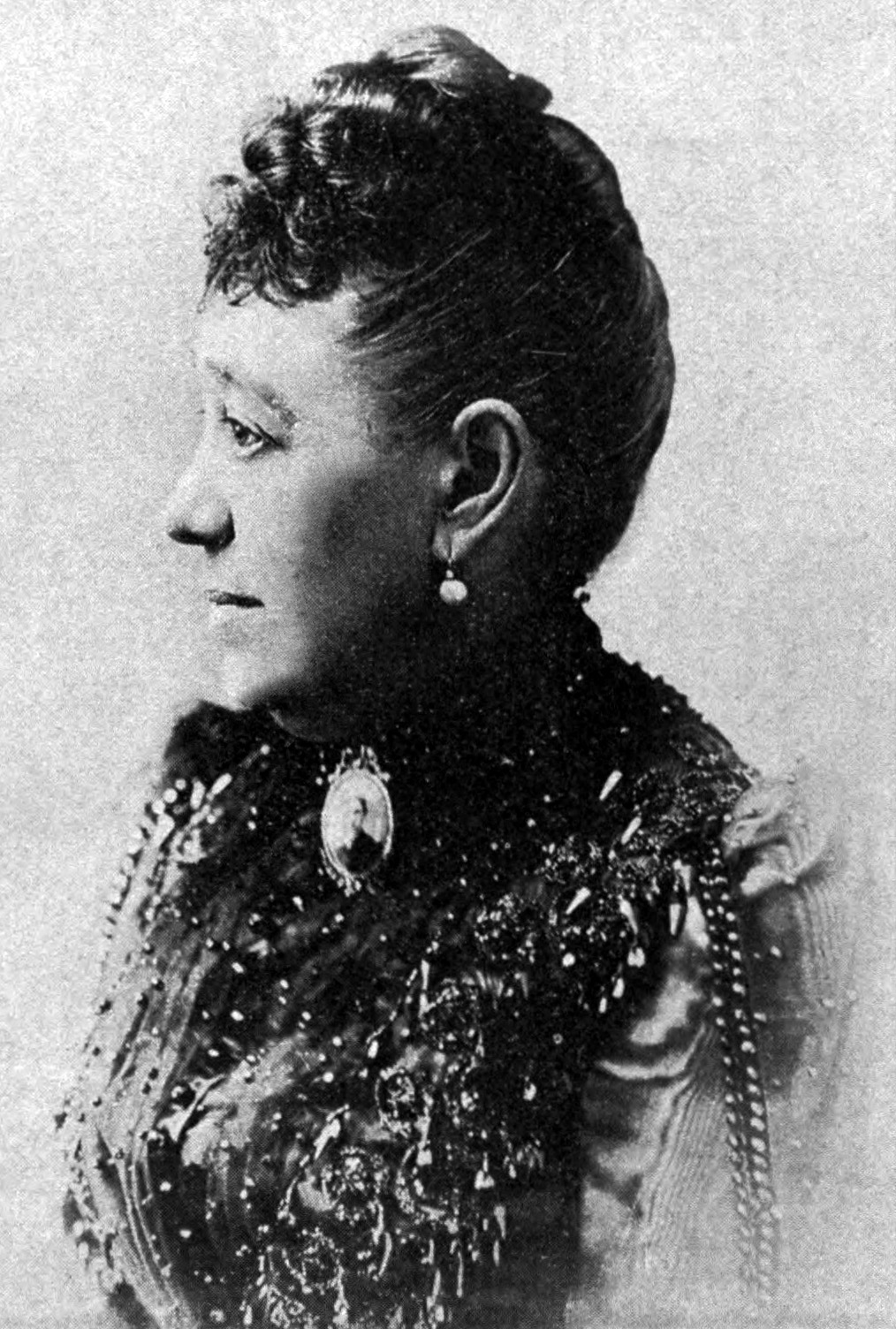
جين ستانفورد فوضت الكنيسة وأعمالها الفنية وقالت أن روحها كانت موجودة فيها